# Zaburze (powiat zamojski)
Zaburze – wieś w Polsce położona w województwie lubelskim, w powiecie zamojskim, w gminie Radecznica.
W latach 1975–1998 miejscowość należała administracyjnie do województwa zamojskiego.
Wieś jest sołectwem w gminie Radecznica. Według Narodowego Spisu Powszechnego z roku 2011 wieś liczyła 488 mieszkańców. 
Wierni Kościoła rzymskokatolickiego należą do parafii Znalezienia Krzyża Świętego w Mokrelipiu. 
W dniu 15 sierpnia 2025 roku została odsłonięta Tablica Pamięci Represjonowanych I Zamorodowanych Mieszkańców Wsi Zaburze. Fundatorem tablicy jest wnuczka Józefa Walczaka. 20 listopda 1942 roku aresztowano dziesięciu młodych mężczyzn w charakterze zakładników. Tylko trzem z uwięzionych mężczyzn udało się przeżyć a byli nimi Adam Marchewka, Józef Walczak i Stanisław Zybała. Pozostali zginęli śmiercią męczeńską. 

## Części wsi
| SIMC    | Nazwa     | Rodzaj    |
| ------- | --------- | --------- |
| 0897467 | Doliny    | część wsi |
| 0897473 | Kolonia   | część wsi |
| 0897480 | Połać     | część wsi |
| 0897496 | Pomorze   | część wsi |
| 0897504 | Pożarki   | część wsi |
| 0897510 | Świniarki | część wsi |
| 0897527 | Zakręcie  | część wsi |

## Urodzeni w Zaburzu
- Stanisław Zybała (1924–2002) – założyciel i pierwszy prezes białostockiego Oddziału Towarzystwa Opieki nad Majdankiem, założyciel Fundacji Pamięci Majdanka „Golgota” w Białymstoku.
- Augustyn Chadam (1916–2007) – polski duchowny katolicki, franciszkanin (bernardyn).
- Adam Marchewka (1923-2005) - rolnik, były więzień hitlerowskiego[11] obozu koncentracyjnego na Majdanku od 20 listopada 1942 do lutego 1943.
- Franciszek Madej – żołnierz Batalionów Chłopskich.
- Wanda Sikora - polska rolnik i polityk, posłanka na Sejm RP I kadencji